# 현천상제

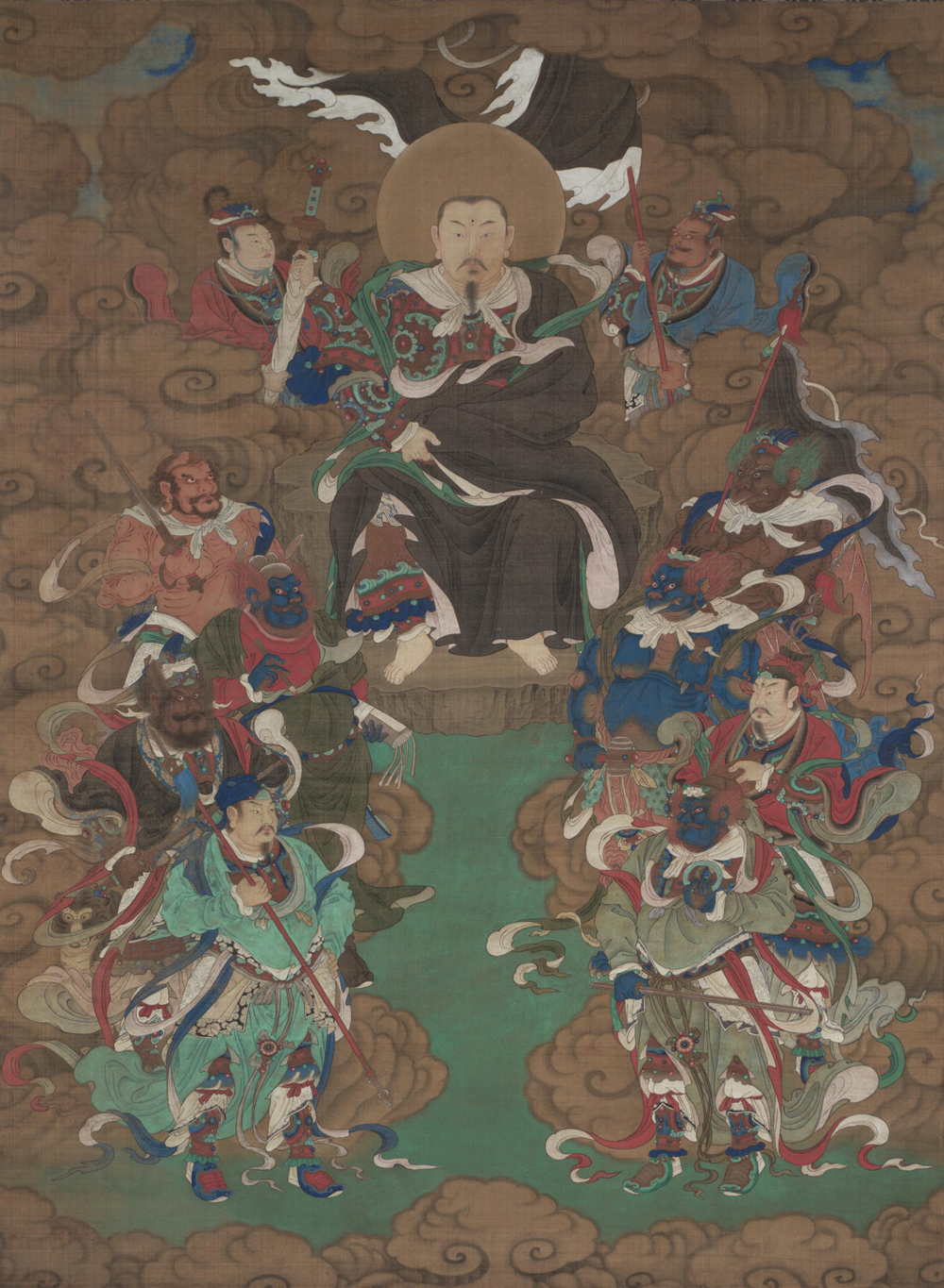

현천상제(玄天上帝)는 북방 하늘의 상제(上帝)를 가리킨다. 북극성이 신격화된 것으로, 북극성제군(北極星帝君)·자미북극대제(紫微北極大帝)라고도 불린다.
밤하늘의 별들이 북극성을 중심으로 천공(天空)을 회전하고 있는 것처럼 보이는 것으로 미루어 북극성은 하늘의 중심에 있는 천계(天界)의 제왕이라고 하였으며, 자연 현상과 인간계의 모든 현상을 지배하는 것으로 믿었다. 중국에는 예로부터 인간을 둘러싸고 있는 대우주와 인간의 세계와는 같은 구조로 구성되어 있으며 상호 간에 감응(感應)하고 있다는 관념이 있어서 이로부터 별에 대한 신앙이 왕성하여졌다. 이 별의 신앙에 소박한 천문학적 지식이 결합되어 북극성 신앙이 성립된 것이다. 또한 별에 대한 신앙은 북극성에 한하지 않았으나 동·서·남·북의 4방에 있는 별 가운데 특히 북방에 있는 별이 더 신앙의 대상이 된 것은 북극성을 하늘의 중심으로 생각한 관념 때문이었다. 현천상제 외에도 북두신군(北斗神君)·문창제군(文昌帝君)의 신앙이 활발했는데 어느 것이나 북두칠성과 관계가 있다.